# Orthocladius chuzeseptimus
Orthocladius chuzeseptimus är en tvåvingeart som beskrevs av Sasa 1984. Orthocladius chuzeseptimus ingår i släktet Orthocladius och familjen fjädermyggor. Inga underarter finns listade i Catalogue of Life.